# Тетраоксид трисвинца
Тетраокси́д трисвинца́ — неорганическое соединение свинца и кислорода с формулой Pb3O4, красный порошок, не растворяется в воде. Свинец входит в соединение в двух степенях окисления, II и IV, поэтому оно может рассматриваться как оксид свинца(II,IV), а также как свинцовая соль ортосвинцовой кислоты H4PbO4, ортоплюмбат(IV) свинца(II).

## Получение
- Прокаливание мелкодисперсного монооксида свинца в токе воздуха:

{\displaystyle {\mathsf {6PbO+O_{2}\ {\xrightarrow {500^{o}C}}\ 2Pb_{3}O_{4}}}}
- Осаждение тетрагидроксоплюмбата(II) калия раствором гексагидроксоплюмбата(IV) калия [1]:

{\displaystyle {\mathsf {2K_{2}[Pb(OH)_{4}]+K_{2}[Pb(OH)_{6}]\ {\xrightarrow {}}\ Pb_{3}O_{4}\downarrow +6KOH+4H_{2}O}}}

## Физические свойства
Тетраоксид трисвинца (β-фаза, существующая при температурах выше −90 °C) образует красные кристаллы
тетрагональной сингонии, пространственная группа P 42/mbc, параметры ячейки a = 0,88129 нм, c = 0,65661 нм, Z = 4 .
При температуре −90°С происходит переход в низкотемпературную α-фазу
ромбической сингонии, пространственная группа P bam, параметры ячейки a = 0,91152 нм, b = 0,84696 нм, c = 0,65646 нм, Z = 4 .
Плохо растворяется в воде. Растворяется в расплаве нитрита натрия, в растворе хлорной кислоты.
β-Фаза является полупроводником. Ширина запрещённой зоны 2,1 эВ, подвижность электронов 0,6—3,0 см2/(В·с)

## Химические свойства
- Разлагается при нагревании:

{\displaystyle {\mathsf {2Pb_{3}O_{4}\ {\xrightarrow {550^{o}C}}\ 6PbO+O_{2}\uparrow }}}
- Реагирует с азотной кислотой с образованием диоксида свинца и других соединений.

{\displaystyle {\mathsf {Pb_{3}O_{4}+4HNO_{3}\rightarrow PbO_{2}+2Pb(NO_{3})_{2}+2H_{2}O}}}
- В концентрированной горячей щёлочи образует смесь комплексных соединений свинца:

{\displaystyle {\mathsf {Pb_{3}O_{4}+6NaOH+4H_{2}O\xrightarrow {t} \ 2Na_{2}[Pb(OH)_{4}]+Na_{2}[Pb(OH)_{6}]}}}
- В кислой среде легко восстанавливается, к примеру, иодидом калия[5]:

{\displaystyle {\mathsf {Pb_{3}O_{4}+8HNO_{3}+2KI\xrightarrow {} \ 3Pb(NO_{3})_{2}+I_{2}\downarrow +4H_{2}O+2KNO_{3}}}}

## Нахождение в природе
Встречается в природе как относительно редкий минерал сурик.

## Применение
- Пигмент для антикоррозионных красок (свинцовый сурик).
- Замазка в свинцовых аккумуляторах.

## Биологическое действие
Как и многие другие соединения свинца, Pb3O4 (ортоплюмбат свинца) очень токсичен при попадании в организм орально (или же при ингаляции).
Передозировка ионов свинца в живых организмах очень опасна.